# Tegotettix siebersi
Tegotettix siebersi är en insektsart som beskrevs av Günther, K. 1938. Tegotettix siebersi ingår i släktet Tegotettix och familjen torngräshoppor. Inga underarter finns listade i Catalogue of Life.